# Veliko Krčmare
Veliko Krčmare (cyr. Велико Крчмаре) – wieś w Serbii, w okręgu szumadijskim, w gminie Rača. W 2011 roku liczyła 734 mieszkańców.